# 青天井規則
青天井規則為日本麻將的特殊點數算法，通常簡稱為青天井。「天井」指天花板，「青天井」在日語中有時可指藍天，因為在這個規則下點數的累計沒有上限，故得此稱呼。

## 簡介
通常日本麻將點數到達一定程度時，點數會變成固定數目，例如滿貫為2000點、跳满為3000點……等。青天井規則則是去除該限制，無論翻数多少，均以同樣公式來計算點數，換句話說，每多一翻，點數就多一倍。

下表為簡單的點數對比：
|         | 平時的基本點   | 青天井規則下的基本點 |
| ------- | -------------- | -------------------- |
| 1翻30符 | 240 ≈ 300點    | 240 ≈ 300點          |
| 2翻30符 | 480 ≈ 500點    | 480 ≈ 500點          |
| 3翻30符 | 960 ≈ 1000點   | 960 ≈ 1000點         |
| 4翻30符 | 1920 ≈ 2000點  | 1920 ≈ 2000點        |
| 5翻30符 | 2000點（滿貫） | 3840 ≈ 3900點        |
| 6翻30符 | 3000點（跳滿） | 7680 ≈ 7700點        |
| 7翻30符 | 3000點（跳滿） | 15360 ≈ 15400點      |

## 得點計算式
和普通規則一樣，以基本點來做計算。
基本點 = 符×2（翻数+2）
而支付點數如下，支付點數以100為單位無條件進位。
| 閒家的自摸和了 | 莊家支付基本點×2，剩下兩名閒家支付基本點。 |
| 閒家的榮和     | 點炮者支付基本點×4。                       |
| 莊家的自摸和了 | 其餘三人支付基本點×2。                     |
| 莊家的榮和     | 點炮者支付基本點×6。                       |

## 役滿的得點計算
青天井規則下，役滿的得點有兩種可能：
- 役滿得點固定，莊家1500萬點；閒家1000萬點
- 役滿視為13翻，且可和其他役複合

而国士无双的符固定視為30符（榮和：副底20符+門前加符10符=30符；自摸：副底20符+自摸2=22 ≈ 30符）

## 青天井的例子
南一局，南家榮和以下牌（閒家放槍）：
    
寶牌表示牌為
則役有大三元、混一色、對對和、寶牌8，合計25翻；而符為副底20符 + 單騎五筒2符 + 中的暗刻8符 + 發的暗槓32符 + 白的明刻4符 + 北的明刻4符，合計70符。
則得點為70符×2（25翻+2）  = 9395240960點，進位至9395241000點。

## 青天井規則下不複計的役
由於青天井規則下，役滿可和其他役複合，下為青天井規則下不可複合的役。 
| 役                       | 複合的役          | 備註 |
| ------------------------ | ----------------- | --- |
| 天和                     | 門前清自摸和      | 通常門前清自摸和是可和「天和」複合，但由於天和必定自摸，所以少數地區會不複合門前清自摸和。                 |
| 地和                     | 門前清自摸和      | 通常門前清自摸和是可和「地和」複合，但由於地和必定自摸，所以少數地區會不複合門前清自摸和。                 |
| 四暗刻                   | 三暗刻 對對和     | 不複合三暗刻以及對對和。                                                                                   |
| 四槓子                   | 三槓子 對對和     | |
| 国士无双                 | 混老頭            | 混老頭的前提是所有對子、刻子（槓子）都是么九牌，可是國士無雙除了一對子外，全為單張牌，故無法和混老頭複合。 |
| 字一色                   | 混全帶幺九 混老頭 | |
| 清老頭                   | 純全帶幺九 混老頭 | |
| 大四喜                   | 對對和            | |
| 普通規則下已不可複合的役 |                   | |
| 清一色                   | 混一色            | |
| 大四喜                   | 小四喜            | |
| 純全帶幺九               | 混全帶幺九        | |
| 二盃口                   | 一盃口            | |
| 混老頭                   | 混全帶幺九        | |
| 九蓮寶燈                 | 清一色            | |
| 地方役                   |                   | |
| 四連刻                   | 三連刻            | |
| 大車輪                   | 二盃口 清一色     | |